# Citi Open 2017
Il Citi Open 2017 è stato un torneo di tennis giocato sul cemento. È stata la 49ª edizione del torneo maschile, che fa parte della categoria ATP Tour 500 nell'ambito dell'ATP World Tour 2017 e la settima edizione del torneo femminile, che fa parte della categoria International nell'ambito del WTA Tour 2017. Si è giocato al William H.G. FitzGerald Tennis Center di Washington dal 31 luglio al 6 agosto 2017.

## Partecipanti ATP

### Teste di serie
| Nazionalità | Giocatore             | Ranking* | Testa di serie |
| ----------- | --------------------- | -------- | -------------- |
| Austria     | Dominic Thiem         | 7        | 1              |
| Giappone    | Kei Nishikori         | 8        | 2              |
| Canada      | Milos Raonic          | 9        | 3              |
| Bulgaria    | Grigor Dimitrov       | 10       | 4              |
| Germania    | Alexander Zverev      | 11       | 5              |
| Francia     | Gaël Monfils          | 16       | 6              |
| Francia     | Lucas Pouille         | 17       | 7              |
| Stati Uniti | Jack Sock             | 19       | 8              |
| Stati Uniti | John Isner            | 20       | 9              |
| Australia   | Nick Kyrgios          | 21       | 10             |
| Lussemburgo | Gilles Müller         | 22       | 11             |
| Germania    | Miša Zverev           | 25       | 12             |
| Argentina   | Juan Martín del Potro | 30       | 13             |
| Stati Uniti | Steve Johnson         | 34       | 14             |
| Sudafrica   | Kevin Anderson        | 35       | 15             |
| Stati Uniti | Ryan Harrison         | 42       | 16             |

* Ranking al 24 luglio 2017.

### Altri partecipanti
I seguenti giocatori hanno ricevuto una Wild card:
- Grigor Dimitrov
- Kei Nishikori
- Milos Raonic
- Tim Smyczek
- Tommy Paul

Il seguente giocatore è entrato in tabellone con il ranking protetto:
- Dmitry Tursunov

I seguenti giocatori sono passati dalle qualificazioni:

- Sekou Bangoura
- Alessandro Bega
- Yuki Bhambri
- Alexios Halebian
- Edan Leshem
- Ramkumar Ramanathan

Il seguente giocatore è entrato in tabellone come lucky loser:
- Marc Polmans

## Partecipanti WTA

### Teste di serie
| Nazionalità | Giocatrice          | Ranking* | Testa di serie |
| ----------- | ------------------- | -------- | -------------- |
| Romania     | Simona Halep        | 2        | 1              |
| Francia     | Kristina Mladenovic | 13       | 2              |
| Stati Uniti | Lauren Davis        | 35       | 3              |
| Germania    | Julia Görges        | 39       | 4              |
| Francia     | Océane Dodin        | 54       | 5              |
| Romania     | Monica Niculescu    | 57       | 6              |
| Russia      | Ekaterina Makarova  | 59       | 7              |
| Stati Uniti | Christina McHale    | 60       | 8              |

* Ranking al 24 luglio 2017.

### Altre partecipanti
Le seguenti giocatrici hanno ricevuto una Wild card:
- Bianca Andreescu
- Simona Halep
- Sloane Stephens

Le seguenti giocatrici sono passate dalle qualificazioni:

- Louisa Chirico
- Valentini Grammatikopoulou
- Jamie Loeb
- Heather Watson

## Campioni

### Singolare maschile
Alexander Zverev ha sconfitto in finale  Kevin Anderson con il punteggio di 6-4, 6-4.
- È il quinto titolo in carriera per Zverev, quarto della stagione e primo ATP 500.

### Singolare femminile
Ekaterina Makarova ha sconfitto in finale  Julia Görges con il punteggio di 3-6, 7–6(2), 6-0.
- È il terzo titolo in carriera per Makarova, primo dal 2014.

### Doppio maschile
Henri Kontinen /  John Peers hanno sconfitto in finale  Łukasz Kubot /  Marcelo Melo con il punteggio di 7–6(5), 6-4.

### Doppio femminile
Shūko Aoyama /  Renata Voráčová hanno sconfitto in finale  Eugenie Bouchard /  Sloane Stephens con il punteggio di 6-3, 6-2.